# Земля (роман Кобылянской)
«Земля» — повесть известной украинской писательницы Ольги Кобылянской, датированная 1901 годом, о жизни украинского крестьянства и его отношении к земле.

## Сюжет
Действие происходит в 60-х годах XIX столетия. В основу романа положен конфликт внутри зажиточной семьи Марии и Ивоники. Старший сын Михайло — работящий землевладелец, помогает родителям, но вынужден уйти из семьи служить солдатом. Младший — Сава — ленив, предпочитает охоту и доставляет родителям много переживаний. К главным героям также относятся бедная девушка Анна — возлюбленная Михаила, и Рахира — дочь цыгана, осуждённого в прошлом за лжесвидетельство на Ивонику, приворожившая Саву и мечтающая завладеть наследством его родителей. В романе представлены несколько десятков второстепенных лиц, все они также выписаны с глубоким психологизмом.
К концу повесть достигает наибольшего драматизма. Переживания старых Марии и Ивоники приобретают болезненный характер и приводят к переоценке ценностей всей их прожитой жизни. Земля становится метафорой жизни, общественного устройства, символом личного счастья и беды.